# 阿馬克島 (福克斯群島)

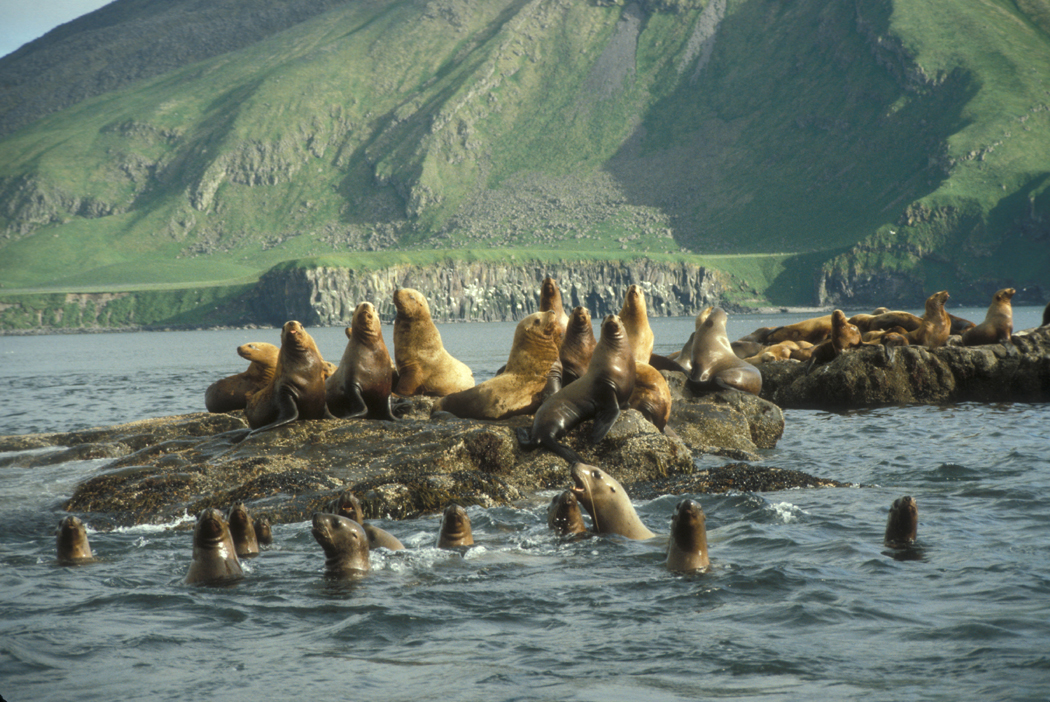

阿馬克島是美國的火山島，位於太平洋海域，屬於福克斯群島的一部分，由阿拉斯加州負責管轄。島嶼面積為15.09平方公里，最高點海拔高度488米，島上無人居住，最近一次火山噴發在1796年發生。
55°25′06″N 163°08′38″W / 55.41833°N 163.14389°W